# Сабуртало
Сабуртало (груз. საბურთალო) — микрорайон в Тбилиси. Расположен на северных окраинных территориях города, на юге граничит с районами Вера и Ваке, через реку Кура — с Дидубе.
Считается, что название района означает место, где играют в мяч («бурта́оба» — игра в мяч).
Активное развитие района началось во второй половине XX века, особенно в советский период. Здесь велось масштабное типовое жилищное строительство, возводились многоэтажные жилые дома, создавались промышленные предприятия и научно-исследовательские институты. Именно в этот период Сабуртало превратился в крупный жилой массив, ставший домом для тысяч тбилисцев.
После распада Советского Союза и обретения Грузией независимости , Сабуртало продолжил свое развитие, но уже в условиях рыночной экономики. Район стал привлекателен для застройщиков, которые возводят современные жилые комплексы, бизнес-центры и торговые объекты. Это привело к значительному изменению архитектурного облика района, добавив ему современности и космополитичности.
По району проходит Сабурталинская линия Тбилисского метро.
В 1999 году в районе организован футбольный клуб «Иберия 1999», до 2024 года носивший название «Сабуртало».

## История
Местность, как показывают археологические раскопки, была заселена уже в V—VI веках.
В городскую черту район вошёл в 1917 году. В 1935 году открыт мост Челюскинцев (ныне — Мост царицы Тамар), который соединил Сабуртало с привокзальной частью города.
Интенсивная застройка с 1958 года (проект авторского коллектива — Ш. Кавлашвили, А. Бакрадзе и др.)

## Достопримечательности
- Тбилисский зоопарк

Здание Министерства автомобильных дорог Грузинской ССР

- Здание Министерства автомобильных дорог Грузинской ССР[3] (ныне — штаб-квартира Bank of Georgia)
- Сабурталинское кладбище — пантеон государственных и общественных деятелей Грузии (среди похороненных на кладбище тренер Нодар Ахалкаци[4], артист Баадур Цуладзе[5], футболисты Давид Кипиани, Михаил Месхи, Слава Метревели, Гиви Чохели[6]).